# Kosjka, kotoraja guljala sama po sebe
Kosjka, kotoraja guljala sama po sebe (russisk: Кошка, которая гуляла сама по себе) er en sovjetisk animationsfilm fra 1988 af Ideja Garanina.